# Lost Judgment
Lost Judgement è un videogioco di avventura dinamica sviluppato dalla Ryu Ga Gotoku Studios e pubblicato dalla Sega, sequel di Judgment, spin off basato sulla serie Yakuza.
È stato pubblicato il 24 settembre 2021 per PlayStation 4, PlayStation 5, Xbox One e Xbox Series X/S, mentre la versione per Microsoft Windows è stata pubblicata il 14 settembre 2022, insieme a quella del capitolo precedente .

## Trama
Quartiere di Isezaki Ijincho, Yokohama, 3 dicembre 2021. Una squadra di pompieri si reca in un edificio abbandonato per spegnere un incendio. La chiamata però si rivela un falso allarme, poiché il fumo proveniva da alcuni bengala ancora accesi e disposti in terra a forma di freccia a indicare un telone. Sotto di esso viene rinvenuto un cadavere in avanzato stato di decomposizione legato a una sedia.
Dall'autopsia si scopre che la morte risale a due mesi addietro ed è dovuta ad un taglio profondo alla gola, dopo che la vittima ha subito una serie di sevizie.
Quartiere di Kamurocho, Tokyo, 6 dicembre 2021. La scena inizia in un'aula di tribunale dove sul banco degli imputati si trova Akihiro Ehara, un poliziotto che due mesi prima è stato arrestato per aver molestato una donna in metropolitan. Ehara si è sempre dichiarato innocente ma la giuria lo condanna a 6 mesi di reclusione. Dopo la sentenza, Ehara rilascia una dichiarazione sconvolgente rivelando l'identità del cadavere scoperto dai vigili del fuoco: si tratta di Hiro Mikoshiba, un insegnante che Ehara ritiene responsabile di aver spinto al suicidio il proprio figlio quando entrambi erano ancora studenti. Nella sua dichiarazione accusa lo Stato di non aver ricevuto giustizia. Ehara non dovrebbe essere al corrente del ritrovamento del cadavere, poiché nei tre giorni precedenti si trovava in prigione.
Il giorno dopo, il 7 dicembre, il detective privato ed ex avvocato Takayuki Yagami e il suo partner Kaito Masaharu si dirigono a Ijincho per aiutare Fumiya Sugiura e Makoto Tsukumo, proprietari della agenzia investigativa Yokohama 99, in un caso di bullismo alla Seiryo High School, la locale scuola superiore. La scuola aveva dovuto affrontare quattro anni prima il suicidio di uno studente, che secondo alcuni si era tolto la vita per le vessazioni subite da un gruppo di bulli. Il preside ingaggia la Yokohama 99 per evitare il ripetersi di una simile tragedia. I detective scoprono l'identità dei bulli e convincono i compagni a testimoniare contro di loro.
Poco dopo Yagami riceve una chiamata da Saori Shirosaki, sua ex-collega e avvocato difensore di Akihiro Ehara, che gli chiede di indagare sulla figura di Hiro Mikoshiba, insegnante della Seiryo High School e finora dato come scomparso per scoprire il filo conduttore che collega il suo omicidio al caso di Ehara.

## Modalità di gioco
Il giocatore può controllare il protagonista, Takayuki Yagami, esplorando i quartieri fittizi di Kamurocho, corrispondente a Kabukicho, il quartiere a luci rosse di Tokyo, e di Isezaki Ijincho, ispirato a Isezakicho, il distretto commerciale di Yokohama. Gli spostamenti tra un quartiere e un altro avvengono tramite i taxi, sistema di viaggio rapido all'interno del gioco. All'interno dei quartieri, Il protagonista deve muoversi a piedi o con lo skateboard, il veicolo di spostamento veloce per il giocatore. È possibile trovare oggetti nascosti nella mappa usando gli strumenti da detective di Yagami, oppure orientandosi con il fiuto di un cane che il giocatore acquisisce durante la storia.
Nei quartieri sono presenti molti luoghi che il giocatore può visitare: ristoranti, dove ricaricare la "barra della vita", negozi dove comprare equipaggiamento utile per le battaglie, sale dove giocare a mah jong e a shogi e altre per i giochi da cabinato, come Sonic The Fighters e Virtua Fighter 5: Final Showdown. Allo stesso modo il protagonista può accedere a bische clandestine dove praticare giochi d'azzardo giapponesi così come a un casinò clandestino per i giochi d'azzardo europei.
Il giocatore combatte i nemici che incontra nelle due mappe del gioco, nelle attività secondarie o nella storia principale usando tre stili di combattimento intercambiabili tra di loro: 
1. lo stile della gru, adatto ad affrontare gruppi di nemici, basato sullo schivare i colpi e su combo che colpiscono più avversari in contemporanea;
2. lo stile della tigre, adatto a combattimenti contro nemici singoli, basato sul bloccaggio dei colpi e su colpi caricati per fare più danno;
3. lo stile del serpente, adatto sia contro nemici singoli che in gruppo, basato sulla deviazione e contrattacco degli attacchi nemici e sul disarmo di quelli armati[6].

In questi combattimenti è necessario tenere conto di due barre: quella della vita, il cui livello si abbassa quando il giocatore viene colpito, e quella EXTREME (EX), che permette di eseguire mosse speciali contro i nemici o attivare uno stato in cui il personaggio può usare mosse letali presenti solo in quella modalità e resistere a colpi mortali.
La storia principale alterna le sezioni di combattimento con altri segmenti interattivi finalizzati allo sviluppo della storia: 
1. sezioni investigative, dove il giocatore può esaminare una zona alla ricerca di indizi necessari per le indagini del suo personaggio;
2. sezioni stealth, dove il personaggio deve attraversare determinate zone senza farsi scoprire dai nemici;
3. sezioni di pedinamento, in cui il giocatore deve seguire un bersaglio senza farsi scoprire;
4. sezioni di parkour, dove il personaggio deve usare l'ambiente urbano circostante per arrivare al termine della sezione.[7]

In entrambe le mappe si possono svolgere missioni secondarie da cui ricevere ricompense in oggetti o esperienza per il loro completamento: sono presenti esclusivamente in Ijincho i Racconti Scolastici, una serie di storie interconnesse tra di loro parallele a quella principale, dove il giocatore diventa consulente di un club investigativo della scuola superiore del distretto, la Seiryo High School, per indagare sulla figura del Professore, un antagonista misterioso che sta spingendo alla delinquenza molti ragazzi della scuola, e sulle possibili vittime di questa figura. Questi episodi forniscono molti minigiochi legati ai club scolastici o gruppi extrascolastici a cui il protagonista deve unirsi per raccogliere indizi sulla vera identità del Professore, come un rhythm game per il club di danza della scuola, combattimenti strategici tra modellini di robot per il Club della Robotica, incontri di pugilato che si possono disputare in un Club di Boxe a Ijincho e corse motociclistiche notturne a cui partecipare unendosi a un gruppo di motociclisti locali.
Dal menù del gioco si può accedere alla modalità Gauntlet, che consiste in una serie di sfide che si sbloccano con l'avanzare della storia, per il cui completamento il giocatore viene premiato con un oggetto raro. Le sfide consistono in rimaneggiamenti di battaglie presenti nella storia principale, il cui completamento è vincolato dal rispetto di una o più condizioni imposte.

## Sviluppo
Il produttore Kasuki Hosokawa  afferma che la storia di Lost Judgment è stata scritta prima che venisse assemblato il team dedicato al suo sviluppo. Della stesura della trama si sono occupati gli scrittori Tsuyoshi Furuta, che ha delineato i temi e eventi principali della storia, e Toshihiro Nagoshi, che si è concentrato invece sui dettagli. Lo sviluppo del gioco è iniziato quando la storia era già ben strutturata.
Il progetto di sviluppo di Lost Judgment è iniziato nel 2020 in periodo prepandemico sotto la direzione di Yukata Ito, in precedenza supervisore alla programmazione per Yakuza 0, Yakuza Kiwami e Yakuza Kiwami 2 e Yakuza 6.  Yukata Ito ha fatto convergere gli sforzi del suo team sulla programmazione del gioco, curando i movimenti fisici dei nemici e degli NPC e concentrando i loro sforzi in particolare sui pedinamenti, sebbene considerati troppo lunghi e noiosi da molti giocatori non giapponesi, più interessati alla dimensione attiva del combattimento.  Invece Yukata Ito riteneva i pedinamenti una parte fondamentale dell’identità da investigatore di Yagami e per questo motivo ha spinto i programmatori a creare IA per gli NPC pedinati più reattive e complesse per rendere più tesi e coinvolgenti i pedinamenti, lavorando più di un anno a tali modifiche. Lo staff si è concentrato anche sul bilanciamento dei vari stili di combattimento, in modo che nessuno di questi diventasse meno efficace verso la seconda metà del gioco o prevalente rispetto agli altri. Il processo produttivo è stato purtroppo rallentato nel periodo della pandemia, che ha privato il team della possibilità di scambi diretti necessari allo sviluppo di un progetto collettivo.

### Promozione e pubblicazione
Il 22 marzo 2021 il sito Tojo Dojo, dedicato ai titoli del Ryu Ga Gotoku Studios, pubblica un articolo in cui riporta la registrazione da parte della SEGA di un marchio registrato denominato Lost Judgment. Si ipotizza quindi che si tratti del sequel di Judgement.
Il giorno successivo lo stesso sito rivela di aver ricevuto informazioni certe circa lo sviluppo di un sequel di Judgment da parte di un insider della casa di produzione. Tale fonte ha rivelato il nome provvisorio del gioco, ovvero Lost Judgment, e anche la rinnovata presenza dei personaggi di Takayuki Yagami e del suo partner, e di altri personaggi. 

Il 23 aprile Sega e Ryu Ga Gotoku Studios lanciano su un sito internet, detto Judgment Day, un conto alla rovescia che avrebbe avuto termine il 7 maggio 2021, alle 7 del mattino (PT)/10 del mattino (ET). Il sito era disponibile in inglese, francese, tedesco, spagnolo, italiano, cinese tradizionale e semplificato.
La notte precedente l'uscita di Lost Judgment, Playstation Store in Giappone aveva però già rivelato che la versione in digitale del gioco sarebbe stata disponibile il 21 settembre 2021.
Al termine del conto alla rovescia, sia sul sito di Judgment Day che sul canale ufficiale Youtube della Sega era partito un filmato che ha annunciato l'uscita di Lost Judgment in formato fisico per Playstation 4, Playstation 5, Xbox series X, Xbox series S e Xbox One il 24 settembre 2021.  Il trailer della versione in inglese del titolo è stato pubblicato per lo State of Play l'8 luglio 2021.
Il 10 settembre 2021, prima dell'uscita ufficiale del gioco, in Giappone è stata pubblicata su Playstation Store una demo del gioco dal titolo Lost Judgement: Unjudged Memory Trial Session.
Il 24 e il 26 settembre 2021 sono uscite 2 espansioni scaricabili dal Playstation Store, a cui poi se ne è aggiunta un'altra il 28 marzo 2022. Le Espansioni in questione sono:
1. Le Basi dell'indagine, un pacchetto contenente: 12 nuove missioni secondarie; tre fidanzate per Yagami; un superboss aggiuntivo per il Gauntlet; tre colori per il cane detective di Yagami; un Hoverboard come Skateboard da usare e quattro giochi per il Master System aggiuntivi (Sagaia; Fantasy Zone II: The Tears of Opa-Opa; Alien Syndrome; e Global Defense);
2. Racconti Scolastici, contenente oggetti utili per i minigiochi dei Club Scolastici, tre partner di sparring aggiuntivi per Yagami e un quarto stile aggiuntivo basato sulla Boxe.
3. I Dossier di Kaito, una storia con protagonista Kaito Masaharu, partner di Yagami. La storia si svolge nuovamente a Kamurocho e Ijincho, e il protagonista può destreggiarsi con due stili di combattimento, Incursore e Maciste;

I contenuti sono disponibili singolarmente o come parte di un season pass, e nella versione per Windows sono già inclusi nella versione base del gioco, tranne il pacchetto storia per Kaito.

### Possibile Termine della serie
Nel luglio del 2021 è stato riportato da molte testate che Lost Judgment sarebbe potuto essere l'ultimo capitolo della serie Judgment a causa di una disputa legale tra la Johnny & Associates e la SEGA, l'agenzia di Takuya Kimura, per l'uso dell'immagine dell'attore che dà sembianze e voce al protagonista Takayuki Yagami per la versione PC di Judgment o per altri giochi futuri. Tuttavia Judgment e Lost Judgment sono stati in seguito pubblicati per PC il 14 settembre senza riferimenti a una eventuale risoluzione della causa con la Johnny & Associates.

## Accoglienza
| Testata                               | Versione                | Giudizio |
| ------------------------------------- | ----------------------- | -------- |
| Metacritic (media al 16 gennaio 2023) | PS4                     | 83/100   |
| Metacritic (media al 16 gennaio 2023) | PS5                     | 82/100   |
| Metacritic (media al 16 gennaio 2023) | Xbox Series X           | 80/100   |
| Metacritic (media al 16 gennaio 2023) | PC                      | 84/100   |
| Famitsu                               | PS4, PS5, XONE, XSX     | 38/40    |
| IGN                                   | PS4, PS5, XONE, XSX, PC | 7/10     |
| IGN Italia                            | PS5                     | 8.9/10   |
| Everyeye.it                           | PS5                     | 8.5/10   |
| Multiplayer.it                        | PS5                     | 8.6/10   |
| Eurogamer                             | PS5                     | 8/10     |
| Tom's Hardware                        | PS5                     | 8.2      |

Nella prima settimana dalla sua uscita, Lost Judgment ha raggiunto il primo posto della lista dei giochi più venduti stilata dalla rivista giapponese Famitsu, con 111.852 copie vendute per Playstation 4 e 33.151 per la Playstation 5. Già nelle prime settimane le vendite di Lost Judgment hanno superato del 76% quelle di Judgement.
Famitsu ha dato al gioco la votazione di 38/40, superando di un punto quella del precedente capitolo. Su Metacritic, Lost Judgment ha ricevuto recensioni “generalmente positive”: le varie versioni hanno ricevuto valutazioni del gioco dall’80 al 84 su 100.
Lost Judgment è stato lodato da molte testate italiane ed estere  sia per la trama articolata che per la rappresentazione dei suoi temi principali. Everyeye.it loda come il gioco sia "'finalmente molto vicino al legal Drama che doveva essere in origine'": viene sottolineato il maggior distacco da Yakuza in materia di temi ed esecuzione della storia ma allo stesso tempo si evidenzia come i momenti chiave della storia si rifacciano a meccaniche narrative tipiche della serie da cui deriva; Anche Multiplayer loda la storia e il modo in cui questi temi vengono trattati, pur criticando alcune contraddizioni interne e determinati personaggi che avrebbero meritato ulteriori approfondimenti; Per Eurogamer infine la trama è apprezzabile anche per chi non conosce il capitolo precedente; il sito consiglia comunque di giocarvi ugualmente per capire nella sua interezza la storia ed i personaggi.
Le opinioni delle testate riguardo al sistema di combattimento adottato sono invece discordanti.
Multiplayer.it ritiene il sistema di combattimento datato  ma ancora capace di entusiasmare l'utenza grazie all'introduzione dello stile del serpente di Yagami. Il sito Everyeye.it loda invece la capacità del RGG studios di “evolvere il proprio gameplay con modi talvolta drastici senza mai snaturare l'opera”: il sistema di combattimento è esaltato ulteriormente dalla fluidità delle animazioni e dal comparto tecnico che riceve una spinta in più nel caso della Playstation 5. IGN loda il combattimento e riporta uno sbilanciamento di difficoltà tra lotte base e boss fight ma senza considerarlo un difetto importante. Eurogamer trova il combattimento “dinamico se non fulmineo”. Multiplayer.it e Eurogamer lamentano la facilità del gioco in modalità normale.
Anche le opinioni sulle meccaniche investigative, furtive e di parkour presenti nel gioco sono discordanti: Everyeye.it giudica le fasi investigative noiose, ma apprezza quelle più dinamiche, dedicate alla furtività e al parkour. Eurogamer invece critica queste ultime affermando che la mancanza di libertà di movimento ed azione le renderebbero ripetitive. IGN giudica queste meccaniche non soddisfacenti poiché usate a scopo non ludico bensì narrativo.
Multiplayer vede in negativo tutte le meccaniche, considerandone alcune depotenziate come i pedinamenti e gli scassinamenti, mentre altre sono fin troppo presenti, come gli inseguimenti e le investigazioni in prima persona.
La meccanica dei Racconti Scolastici è stata la più lodata all'unanimità dalle varie testate italiane ed estere: IGN Italia nota come questa storia secondaria sia integrata in modo organico alla storia principale come la sua continuazione naturale. La testata Multiplayer è dello stesso parere, ma ritene la qualità dei minigiochi accessibili con questa storia “un po’ altalenante”.
Il comparto grafico e tecnico è stato accolto positivamente, soprattutto per quanto riguarda la gestione dell’illuminazione, la resa grafica dei modelli dei personaggi e la fluidità delle animazioni e dell’azione sullo schermo. Ugualmente apprezzati sono il comparto sonoro e il doppiaggio giapponese dell’opera. Sebbene il doppiaggio in lingua inglese non sia stato apprezzato dai recensori tanto quanto quello in giapponese, è comunque considerato di ottima qualità.